# Beilschmiedia rugosa
Beilschmiedia rugosa är en lagerväxtart som beskrevs av Van der Werff. Beilschmiedia rugosa ingår i släktet Beilschmiedia och familjen lagerväxter. Inga underarter finns listade i Catalogue of Life.